# Markéta Selucká
Markéta Selucká (* 22. ledna 1971 Kyjov) je právnička, vysokoškolská učitelka a advokátka. V letech 2015 až 2019 byla děkankou Právnické fakulty Masarykovy univerzity.

## Život
Absolvovala Střední průmyslovou školu potravinářské technologie v Pardubicích, poté v letech 1994–1997 studovala bakalářský obor Místní správa a mezi roky 1999–2004 magisterský obor Právo (včetně vykonání rigorózní zkoušky) na Právnické fakultě Masarykovy univerzity. V doktorském studiu občanského práva se v letech 2004–2007 zaměřila na ochranu spotřebitele. Během doktorského studia působila na fakultě jako asistentka a po jeho absolvování jako odborná asistentka. Po dokončení studia pracovala ve státní správě, advokacii a podnikatelské sféře. V letech 2008–2010 byla asistentkou předsedy Ústavního soudu. Habilitovala se v roce 2014 a stala se docentkou na katedře občanského práva. Dne 17. června 2020 ji prezident republiky Miloš Zeman jmenoval na návrh vědecké rady UK profesorkou pro obor občanské právo.
Je členkou mnoha právnických skupin, mj. Studijní skupiny pro evropský občanský zákoník (tzv. Acquis Group) a hodnoticí komise Karlovarských právnických dnů. Působila také jako národní zpravodaj při tvorbě databáze o spotřebitelském právu v zemích Evropské unie EC Consumer Law Compendium řešeném Evropským právním institutem při univerzitě v Osnabrücku pod vedením Hanse Schulte-Nölkeho.
V roce 2019 ji Senát PČR navrhl Poslanecké sněmovně PČR k volbě zástupce veřejného ochránce práv, a to společně s Eliškou Wagnerovou. V prvním kole volby postoupila společně se Stanislavem Křečkem do druhého kola. Ve druhém kole ale ani jeden z nich neuspěl, volba se tedy opakovala s nově navrženými kandidáty. Pro druhou volbu ji opět navrhl Senát PČR. I tentokrát prošla do druhého kola, ale i tentokrát nakonec neuspěla.
Od roku 2019 se kromě pedagogické činnosti rovněž věnuje advokacii, a to jako partnerka advokátní kanceláře Matoušek a Selucká.https://msadvokati.eu/

## Děkanka
V roce 2014 se rozhodla kandidovat na post děkana Právnické fakulty Masarykovy univerzity proti tehdejšímu proděkanovi Petru Mrkývkovi. Ve svém volebním programu zdůrazňovala nutnost orientace fakulty na Evropskou unii a mezinárodní spolupráci s odbornou právnickou obcí zejména západní Evropy. Rovněž kladla důraz na etický výkon právnického povolání.
| „                 | Právnická fakulta Masarykovy univerzity vychovává nové právní odborníky a měla by rovněž zohledňovat celospolečenský aspekt práva a jeho úlohy v demokratické společnosti. Být právníkem, ať už vykonává právník jakékoli povolání, je především služba společnosti a každý absolvent by si měl být vědom toho, že může svým rozhodováním a chováním ovlivnit zásadním způsobem životy lidí v naší společnosti. | “ |
| — Markéta Selucká | |   |

V děkanských volbách nakonec ve druhém kole zvítězila poměrem hlasů 11:9. Tato skutečnost však vzbudila pohoršení. Senátor Filip Křepelka vyčítal studentským zástupcům v Akademickém senátu Právnické fakulty Masarykovy univerzity, že využili rovného zastoupení k tomu, aby prosadili kandidátku, která neměla širokou podporu akademických pracovníků. Z toho důvodu také začal otevřeně kritizovat rovné zastoupení studentů a akademických pracovníků v akademickém senátu fakulty.
Výraznou kritiku sklidila také již před svým nástupem za to, že na funkce proděkanů nominovala mimo jiné externisty, kteří mnohými akademickými pracovníky nebyli vnímáni pozitivně. Podle bývalého děkana Josefa Bejčka jím byl například Karel Marek, který neočekávaně odešel z fakulty, aby se stal prorektorem soukromé školy. Akademický senát návrhy Markéty Selucké na jmenování externích proděkanů zamítl. Na dalším zasedání akademického senátu fakulty předložila Markéta Selucká návrh na jmenování šesti kandidátů z řad stávajících akademiků, které senát již do funkcí proděkanů doporučil.
Do funkce děkanky nastoupila v roce 2015 po odcházející prof. Naděždě Rozehnalové. Také v průběhu svého funkčního období si vysloužila kritiku. Vyčítána jí byla například možnost ohrožení nezávislosti fakulty spoluprací s Energetickým a průmyslovým holdingem, který ovládá Daniel Křetínský, či nedostatečná příprava nové akreditace. Tuto nedostatečnost někteří senátoři spatřovali v tom, že fakulta sice získala akreditaci svých programů na maximální dobu desíti let, avšak bez zásadních změn. Roku 2018 svou funkci děkanky obhajovala a ve volbě se utkala s Filipem Křepelkou a Martinem Škopem. Nezískala však ani jeden hlas členů akademického senátu fakulty.

## Dílo
Markéta Selucká se věnuje oblasti ochrany spotřebitele, vlastnictví a nájmu bytů. V této oblasti publikovala řadu monografií a článků jak v ČR, tak i v zahraničí. Mezi nejcitovanější publikace patří monografie Ochrana spotřebitele v soukromém právu (C. H. Beck). V roce 2020 publikovala monografii Selucká a kol. Covid-19 a soukromé právo (C. H. Beck). Společně se Svatavou Veverkovou vydala v roce 2020 odborný komentář k tzv. Lex Voucheru, zákon č. 185/2020 Sb., o některých opatřeních ke zmírnění dopadů epidemie koronaviru označovaného jako SARS CoV-2 na odvětví cestovního ruchu (Wolters Kluwer). V roce 2018 publikovala monografii Markéta Selucká, Svatava Veverková a kol. Obchodní podmínky ve vztazích B2C (Leges) či Selucká a kol. Vlastnictví bytu (Wolters Kluwer). V roce 2015 vydalo nakladatelství Wolters Kluwer její spoluautorskou publikaci s Lukášem Hadamčíkem pod názvem Nájem bytu a domu po rekodifikaci soukromého práva.
Pravidelně přispívá do Tourismusrecht Jahrbuch, vycházejícího každoročně v Rakousku. Přispívá také do komparativních studií vycházejících v nakladatelství Springer v Německu.